# Babylonia pieroangelai
Babylonia pieroangelai is een slakkensoort uit de familie van de Babyloniidae. De wetenschappelijke naam van de soort is voor het eerst geldig gepubliceerd in 1973 door Shikama. De slak is genoemd naar de beroemde Italiaanse pianist en wetenschaps-journalist Piero Angela.